# Artie Lange
Arthur Steven "Artie" Lange, Jr., född 11 oktober 1967 i Livingston, New Jersey, är en amerikansk komiker, skådespelare, författare och radiopratare. Han är bland annat känd för sin medverkan i The Howard Stern Show och MADtv.
Lange debuterade som standup-komiker 1987. Han var med från starten av MADtv men fick sluta tidigt efter att blivit anhållen för kokaininnehav. 1997 hade han framträdande roller i Norm Macdonalds film Dirty Work och densammes komediserie Norm show. 2001 återvände Lange från Los Angeles till New Jersey och började arbeta på The Howard Stern Show fram till 2009. Han lämnade detta program efter ett självmordsförsök under sitt heroinberoende. Lange har skrivit ett antal böcker och producerat en egen podcast.